# Partula
Partula é um género de moluscos da família Partulidae.

## Espécies

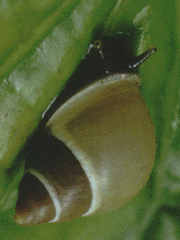
Partula gibba

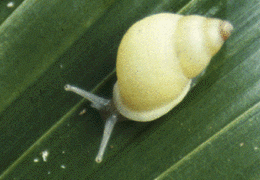
Partula langfordi

| - Partula affinis - †Partula approximata - †Partula arguta - †Partula atilis - †Partula aurantia - †Partula auriculata - †Partula bilineata - †Partula callifera - Partula calypso - †Partula candida - †Partula castanea - †Partula cedista - †Partula citrina - Partula clara | - †Partula compacta - †Partula crassilabris - †Partula cuneata - †Partula cytherea - Partula dentifera - †Partula dolichostoma - †Partula dolorosa - Partula emersoni - †Partula eremita - †Partula exigua - Partula faba - †Partula filosa - †Partula formosa - †Partula fusca - †Partula garretti | - Partula gibba - Partula guamensis - Partula hebe - Partula hyalina - †Partula imperforata - †Partula labrusca - Partula langfordi - †Partula leptochila - Partula leucothoe - †Partula levilineata - †Partula levistriata - †Partula lutea - Partula martensiana - †Partula microstoma | - Partula mirabilis - Partula mooreana - Partula nodosa - Partula otaheitana - †Partula planilabrum - †Partula producta - †Partula protea - †Partula protracta - †Partula radiata - Partula radiolata - †Partula raiatensis - †Partula remota - †Partula robusta - Partula rosea - †Partula rustica | - †Partula sagitta - †Partula salifana - †Partula salifera - Partula suturalis - Partula taeniata - †Partula thalia - Partula thetis - Partula tohiveana - Partula tristis - †Partula turgida - †Partula umbilicata - Partula varia - †Partula variabilis - †Partula vittata |